# Pisa (spel)

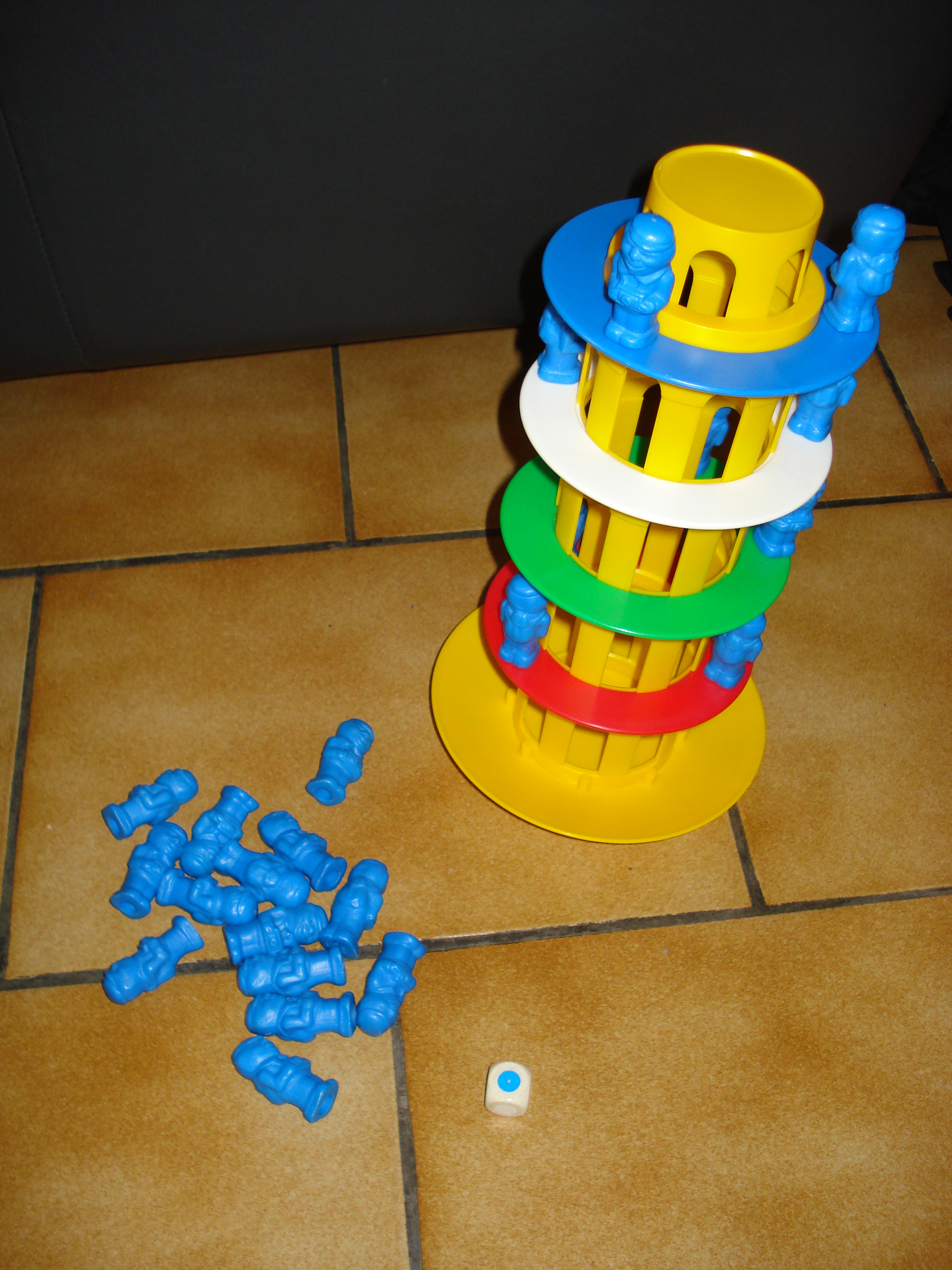
Pisa

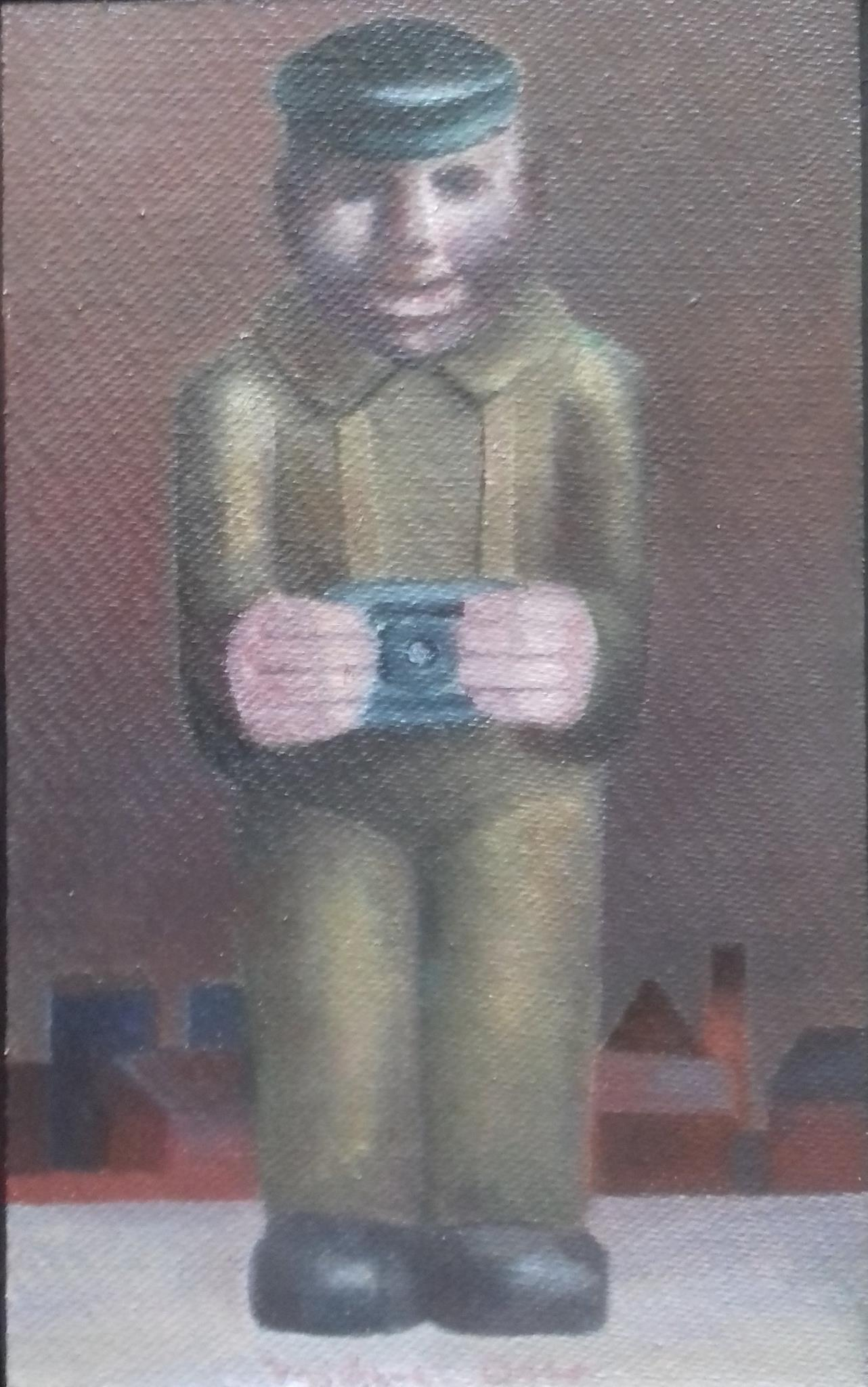
Mannenfiguurtje uit 'Toren van Pisa' op een schilderij van de Duitse kunstschilder Michael Otto (1995).

Pisa of Toren van Pisa is een gezelschapsspel gebaseerd op de scheefstaande Toren van Pisa in Italië.
De Nederlandse spellenfabrikant Jumbo bracht het spel voor het eerst uit in 1985.
Het spel, bedoeld voor twee tot vier spelers vanaf vijf à acht jaar, is een 'evenwichtsspel' en bestaat eruit dat de spelers om beurten moeten proberen mannenfiguurtjes op een smalle rand rondom een wankelende toren te plaatsen zonder dat deze naar beneden vallen. Hierbij mogen ze de kleur niet zelf kiezen. Deze wordt bepaald door een dobbelsteen te gooien. Het mannetje dient hierbij te worden geplaatst op de rand van de kleur die wordt gegooid. Als er mannetjes naar beneden vallen, krijgt de speler die het laatste mannetje op de toren heeft gezet, deze erbij en moet deze speler dus één of meer extra mannetjes op de toren zetten. De winnaar is degene wiens mannenfiguurtjes als eerste allemaal op de toren staan.
Dit spel was tevens een onderdeel van de finale van Ron's Honeymoonquiz, dat tussen 1987 en 1996 werd uitgezonden. Hierbij waren de mannetjes vervangen door bruidjes en bruidegommetjes.